# Pietro Conti da Cilavegna
Pietro Conti (Cilavegna, 2 maggio 1796 – Cilavegna, 15 maggio 1856) è stato un ingegnere e inventore italiano.
È maggiormente conosciuto per l'ideazione del Tacheografo, precursore della macchina per scrivere, oltre che per il suo contributo nella nascita della stenotipia. Nel 1934 tale ruolo chiave venne riconosciuto dal "Primo Centro Italiano di Studi dattilografici di Padova", il quale collocò Pietro Conti fra i precursori italiani dell'invenzione della macchina per scrivere. Inoltre, l'11 novembre dello stesso anno, venne affissa sulla parete dell'antico torrione del castello di Cilavegna una lapide commemorativa, opera di Giovanni Battista Alloati (1878–1964).
L'attività e i riconoscimenti scientifici conseguiti da Conti in Francia non sono ancora ben documentati poiché i suoi brevetti andarono perduti a causa di una cattiva archiviazione e anche per gli eventi del terremoto di Messina, dove erano conservati alcuni fascicoli. Tuttavia, è stato possibile ricavare dati specifici grazie ad alcune fonti, come il diario di Giuseppe Ravizza (ciò testimonia che le soluzioni adottate dal Ravizza e da altri furono successive all'invenzione di Conti).

## Biografia
Pietro Conti nacque il 2 maggio 1798 a Cilavegna, un paese che, data la sua impostazione agricola, non venne mai apprezzato dall'inventore poiché il suo obiettivo era «vivere una vita varia ed avventurosa». A causa di questa lontananza, Conti intraprese diversi viaggi per contrastare la monotonia della ruralità.

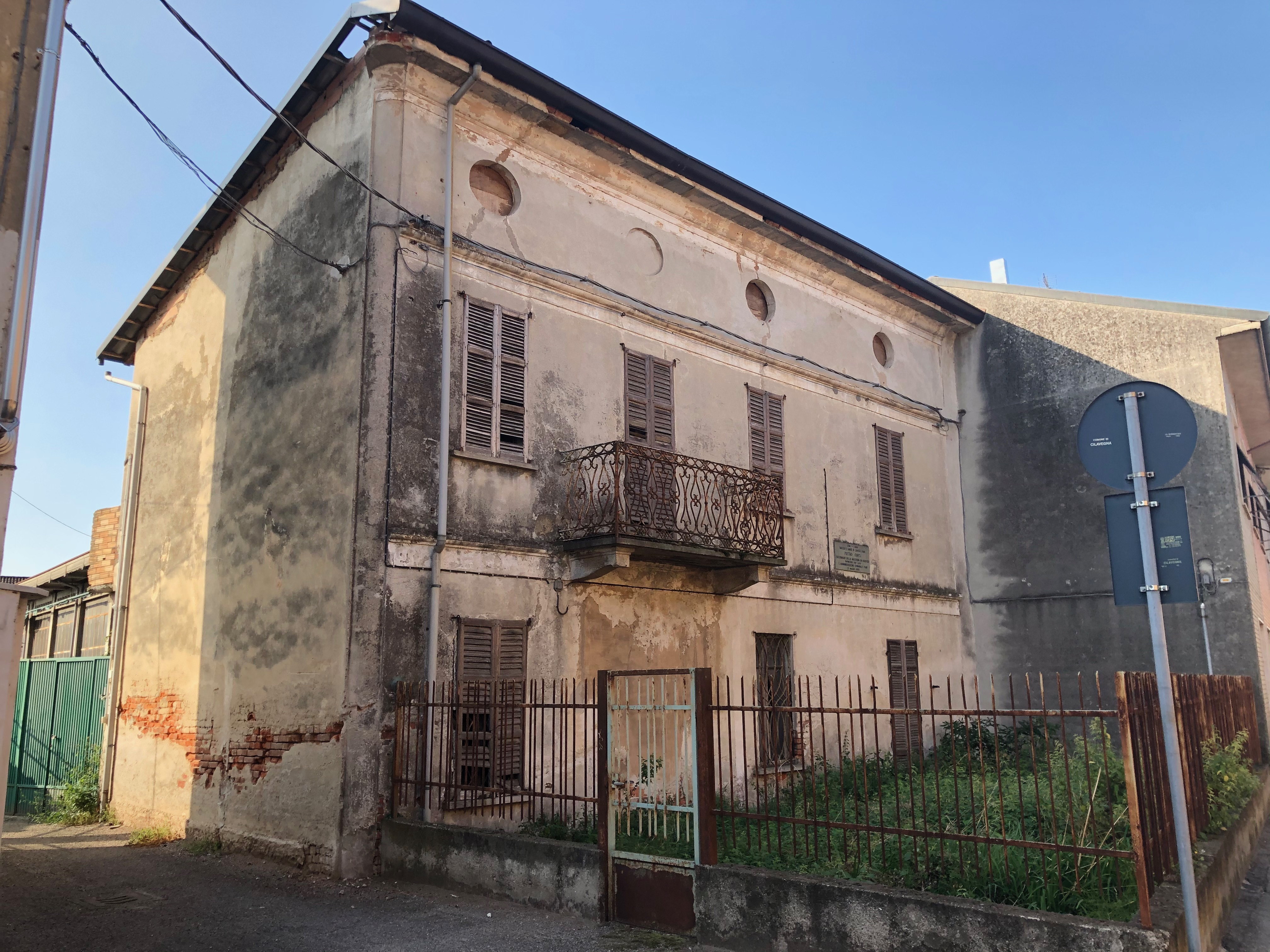
Casa in cui visse Pietro Conti

Durante i suoi viaggi, egli trasse ispirazione dai luoghi che visitava e questo lo portò ad immaginare diverse invenzioni: una di queste venne pensata da Conti nel 1820, quando capì che era necessario elaborare una macchina «capace di tener dietro alle parole d'un oratore». I suoi studi per realizzare uno strumento simile lo occuparono diversi anni e duranti questo periodo egli passò gran parte del suo tempo in viaggio, anche se spesso tornava a Cilavegna per perfezionare la sua idea.
Durante uno di questi soggiorni a Cilavegna (1827), egli si innamorò di una ragazza, la cui famiglia però mal sopportava il modo di fare di Pietro Conti; per questo motivo la coppia decise di scappare a Parigi, meta non casuale poiché capitale della stenografia: in Francia l'inventore poté presentare un modello della sua macchina per scrivere alla Société d'encouragement pour l'industrie nationale, dalla quale un anno più tardi ottenne una sovvenzione in denaro su segnalazione degli scienziati Molard e Navier.

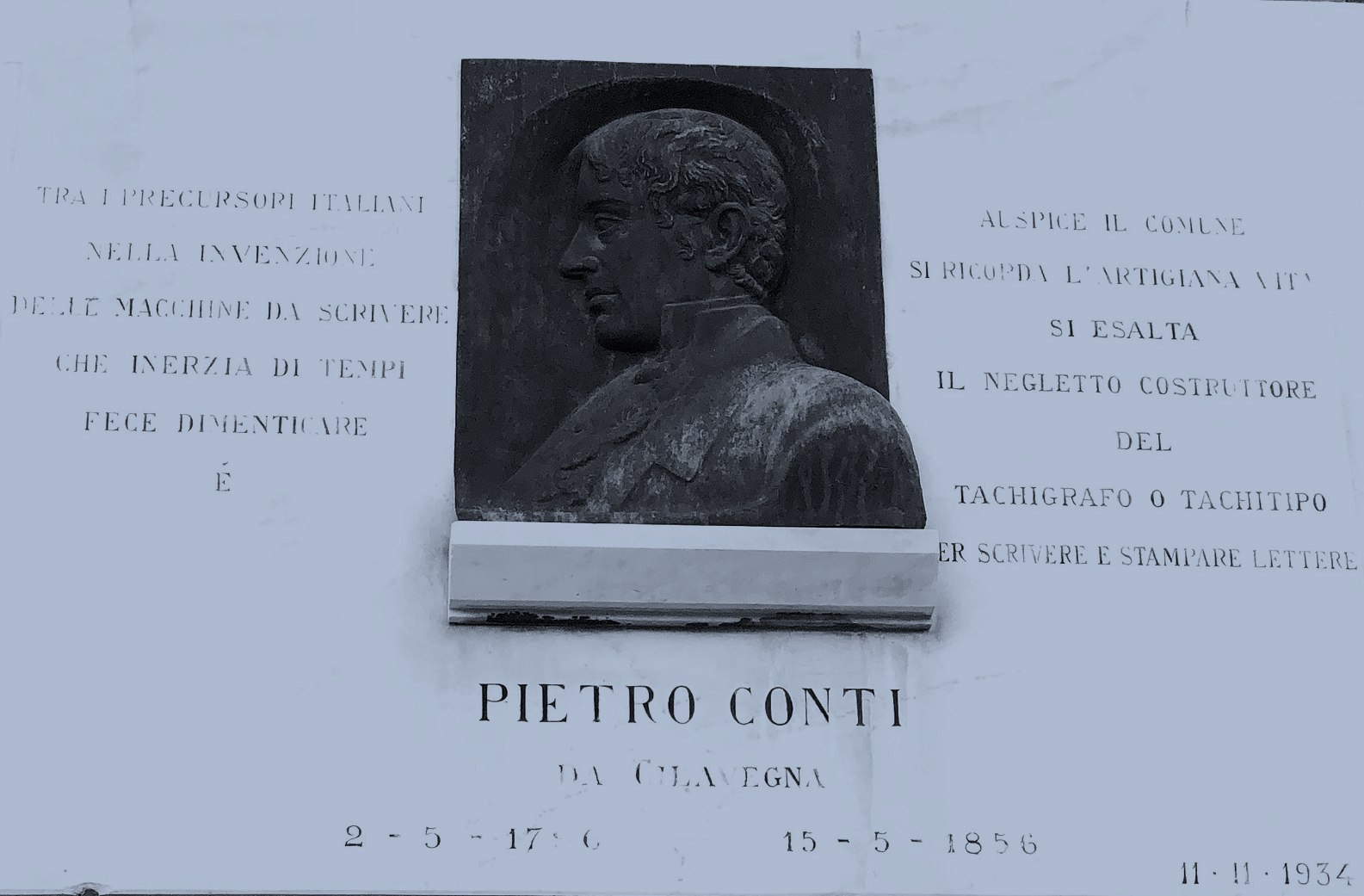
Lapide, fissata nel 1934 sul torione dell'antico castello, che celebra l'inventore Pietro Conti

Nel 1833 Conti tornò in patria, ma la sua invenzione non ebbe successo perché l'ambiente in cui visse, ancora distante da una completa apertura alle istanze tecnologiche del periodo, non favoriva lo sviluppo di macchine del genere. Ciò comportò una caduta del suo entusiasmo che, in aggiunta alla penuria di risorse finanziarie, contribuì al fallimento della sua scoperta; in quegli anni inoltre stava prendendo forma il Risorgimento e il Regno di Sardegna, di cui il Vigevanasco all'epoca era parte, era teso verso altre mete. Ciò nonostante proprio in quel periodo incontrò Giuseppe Ravizza, il quale, lavorando nel novarese, si confrontò spesso con lui riguardo alla costruzione del cembalo scrivano: grazie a questo sodalizio fu possibile un importante avanzamento nella costruzione di una macchina che sarebbe diventata in seguito "macchina per scrivere". Un altro dato interessante riguarda la figura di Celestino Galli, il quale, venuto a conoscenza dell'invenzione di Pietro Conti, anticipò il Ravizza ed elaborò durante il suo soggiorno a Londra il Potenografo: esso consisteva in un tacheografo leggermente alleggerito, al quale vennero sostituiti i tasti stenografici con quelli della stampa comune.
Pietro Conti morì a Cilavegna nel 1856, all'età di 58 anni.

## Il tacheografo
Il 10 agosto del 1827, Pietro Conti presentò all'Accademia delle scienze di Francia la descrizione di due macchine di sua invenzione, rispettivamente dette tacheografo e tacheotipo, intese a facilitare e accelerare la composizione tipografica; egli ne fece rapporto a Navier e Fourier, ma siccome i relativi documenti sono andati persi, non è chiara la differenza fra i due prototipi. Sta di fatto che le enciclopedie italiane coeve usano indistintamente i due termini, "tacheografo" (grecismo composto da tacheos, celeremente, e grapho, scrivere) e "tacheotipo" (grecismo composto da tacheos, celeremente, e typos, tipo), per descrivere la stessa macchina. Nella letteratura dell'epoca viene anche denominato tachigrafo e tachitipo.

### Descrizione
La macchina inventata da Conti, per stampare e scrivere con una rapidità simile a quella della parola (anche senza l'uso della vista), stampava su carta, cera e metalli teneri ogni tipo di carattere, tramite punzoni. La sua descrizione offre la possibilità di verificare la somiglianza con le successive e "moderne" macchine da scrivere. Essa, infatti, era composta principalmente da una cassa portatile, che aveva, in mezzo ad un telaio a battente, una tavoletta mobile di marmo o di ferro, sulla quale si poneva il foglio di carta. Ad ogni linea impressa, la tavoletta avanzava di uno spazio uguale alla separazione delle righe, e di sotto era sospesa una specie di scatola rotonda, mobile da sinistra a destra, intorno alla quale erano disposti ordinatamente i caratteri di acciaio temprato in numero sufficiente alla scrittura. Ogni carattere o punzone corrispondeva ad una "pinna" o tasto di una tastiera collocata davanti alla scatola e alla tavoletta mobile. Sopra ogni pinna, che era disposta in modo tale da permettere di essere azionata senza scostare le mani, era impresso il carattere corrispondente al punzone. Ad ogni pressione di pinna il punzone si bagnava d'inchiostro ed andava a collocarsi al centro della scatola sotto l'azione di un piccolo montone, che lo calcava e si ritirava prontamente per dar luogo al successivo.